# 群島

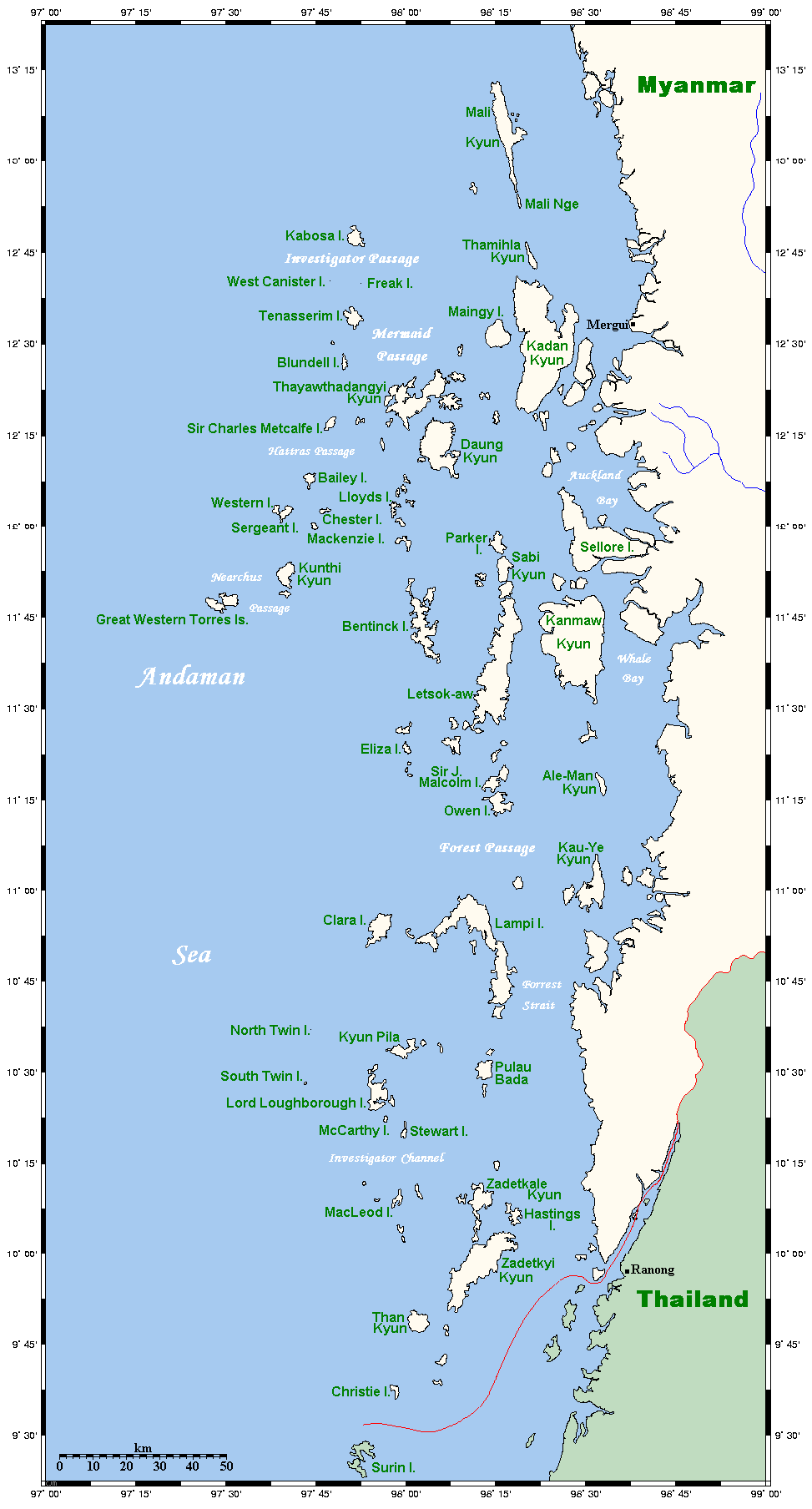
缅甸東部的丹老群岛

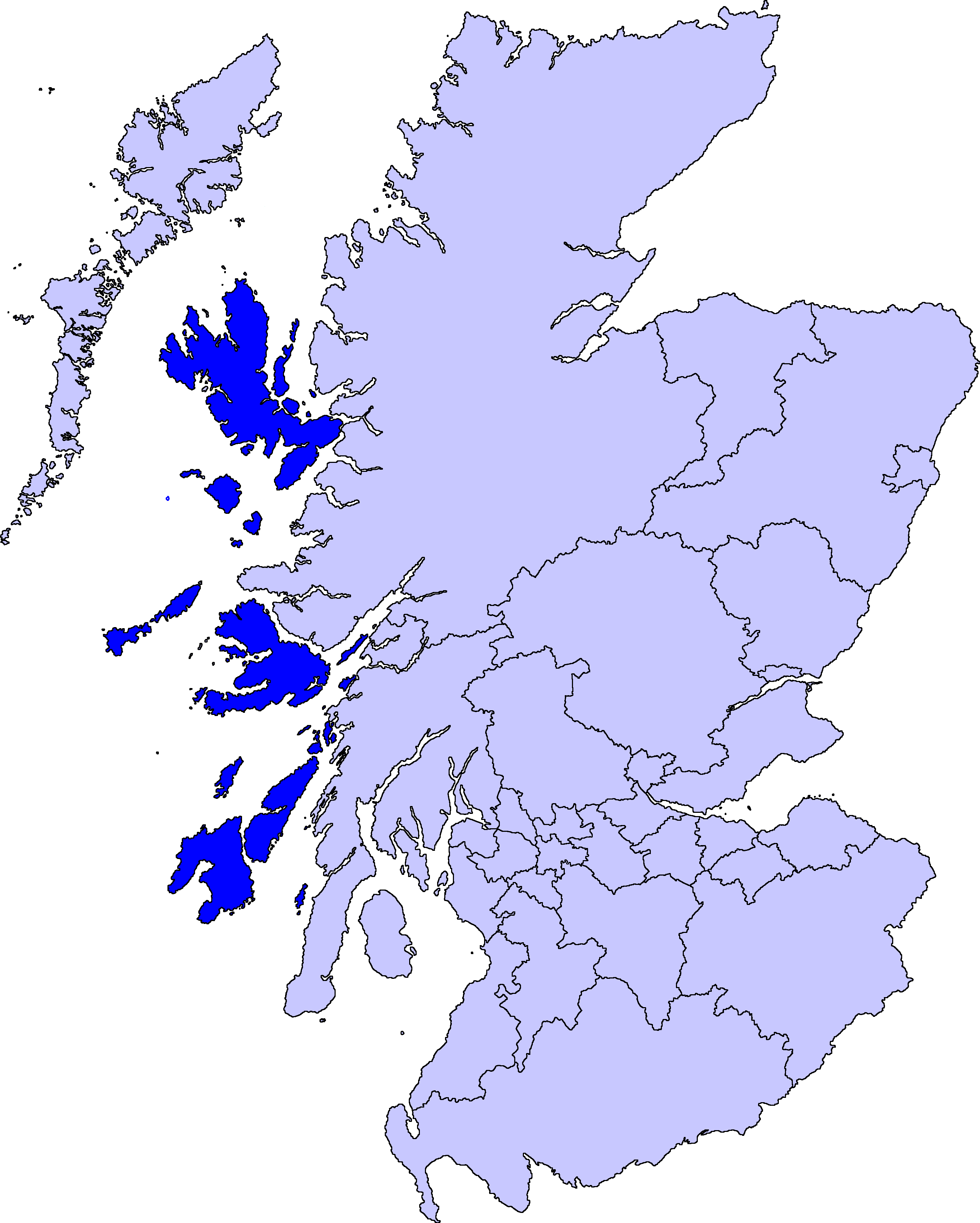
蘇格蘭西海岸外的内赫布里底群岛

群島（英語：archipelago或islands），又稱島群、列島、諸島，是指由一連串島嶼所組成的地形。
英語的archipelago本字來自愛琴海（希臘語：αρχιπέλαγος），原指「主要的海」，源自希臘語arkhi（領袖）和pelagos（海）。

## 群島類型

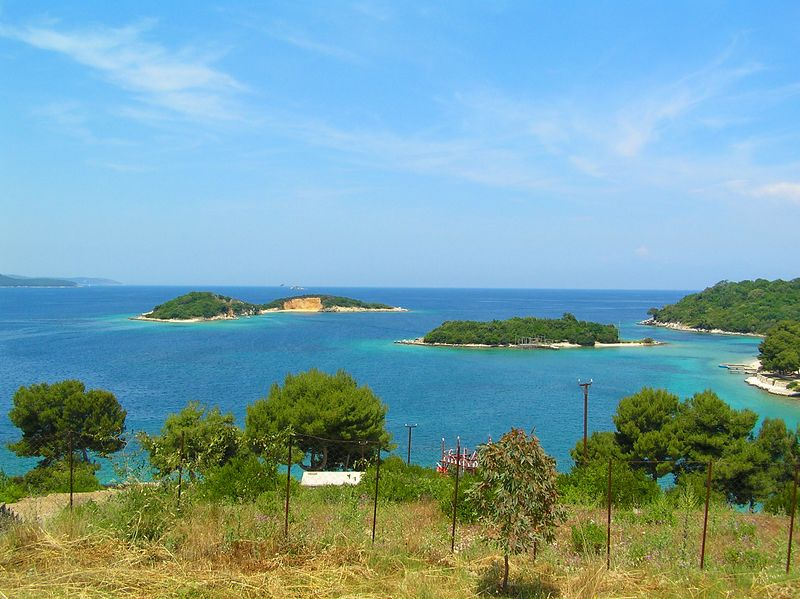
阿尔巴尼亚卡薩米爾群島(Ksamil Archipelago)

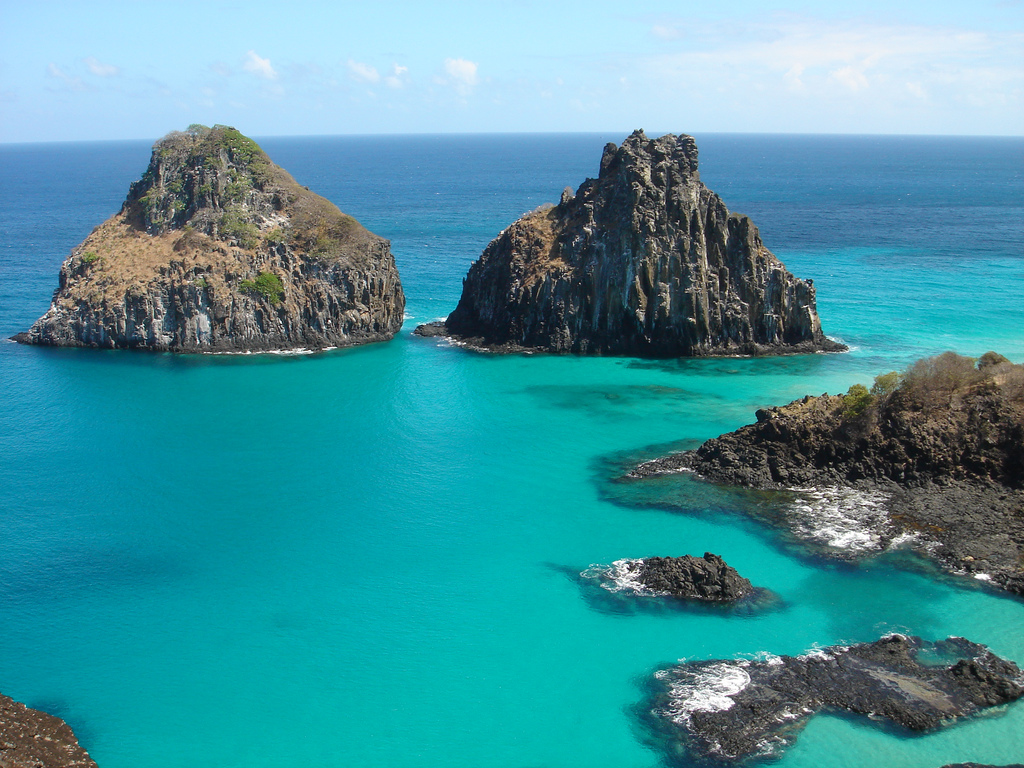
巴西伯南布哥的费尔南多·迪诺罗尼亚群岛

群島通常是由一塊較大的島和無數的小島或礁岩散布於水體中，多為火山，沿海嶺或熱點形成，但有很多其他過程參與它們的形成，如侵蝕和沈澱。
其中現代最主要由群島組成的國家分別是日本、印度尼西亞、紐西蘭、菲律賓和英國。其中世界面積最大的群島國家是印度尼西亞。而具有最多島嶼的群島則位於芬蘭的群島海。